# ريتشارد بيكر (رجل أعمال)
ريتشارد بيكر (بالإنجليزية: Richard Baker)‏ هو شخصية أعمال أمريكي، ولد في 3 سبتمبر 1946، وتوفي في 14 أبريل 2009.